# Том Лінч
Том Лінч (англ. Tom Lynch) — американський футболіст, що грав на позиції півзахисника, зокрема, за клуб «Нью-Йорк Американс».

## Ігрова кар'єра
У футболі дебютував виступами за команду «Бруклін Селтік».
Завершив професійну ігрову кар'єру у клубі «Нью-Йорк Американс». У складі «Нью-Йорк Американс» здійснив турне по Мексиці в червні 1935 року і взяв участь в матчах з мексиканськими клубами.
Був присутній в заявці збірної на чемпіонаті світу 1934 року в Італії, але на поле в грі з господарямі (1-7) не виходив.